# Petromyscus shortridgei
Petromyscus shortridgei és una espècie de mamífer rosegador de la família dels nesòmids. Viu a Angola i Namíbia a altituds d'entre 100 i 1.500 msnm. El seu hàbitat natural són les zones rocoses amb matollars situades als semideserts. És una espècie en risc mínim, és a dir, no sembla que hi hagi cap amenaça significativa per a la seva supervivència.
L'espècie fou anomenada en honor del zoòleg britànic Guy Chester Shortridge.